# Коротков Павло Андрійович
Павло́ Андрі́йович Коротко́в (нар. 15 грудня 1934 - пом. 16 червня 2020) — український учений-фізик. Доктор фізико-математичних наук, професор. Академік АН ВШ України з 1995 р.

## Біографія
Після закінчення фізичного факультету КДУ ім. Т. Шевченка (1957) працює на кафедрах фізичного та радіофізичного факультетів цього університету. Докторську дисертацію «Прояви міжмолекулярної та електрон-фононної взаємодії в спектрах комбінованого розсіювання світла конденсованої фази» захистив 1990 р. З 1995 р. — професор новоствореної кафедри медичної радіофізики.

## Наукові досягнення
Виявив та дослідив резонансний ефект, на базі якого розвинувся новий напрям спектроскопії — резонансне комбінаційне розсіювання (РКР). Створив методику визначення оптимальних робочих параметрів РКР-лідарної діагностики. Визначив межу швидкодії електрооптичних пристроїв та перспективність використання сировини за спектрами РКР для створення елементів керування випромінюванням. Розробив засоби підвищення ефективності реєстрації одно фотонних оптичних сигналів для РКР-лідарних комплексів.
Автор понад 270 наукових праць, зокрема 2 монографій, 2 навчальних посібників, підручника «Лазерна фізика» (1997, 1999, у співавт.), 30 авторських свідоцтв. Підготував 9 кандидатів наук.

## Нагороди
Лауреат Державної премії України в галузі науки і техніки (за підручник «Лазерна фізика») та премії ім. Т. Шевченка КНУ ім. Т. Шевченка.